# Psychotria collina
Psychotria collina là một loài thực vật có hoa trong họ Thiến thảo. Loài này được Labill. miêu tả khoa học đầu tiên năm 1825.